# Les Aventures de Carlos
Les Aventures de Carlos (Around The World In Eighty Dreams) est une série télévisée d'animation franco-américaine en 26 épisodes de 26 minutes, créée par Haim Saban et Jean Chalopin et diffusée en France à partir du 13 novembre 1992 dans Canaille Peluche sur Canal+. Rediffusion en décembre 1994 dans le Club Dorothée sur TF1, puis sur Fox Kids.
Aux États-Unis, elle a été diffusée en syndication, et au Québec à partir du 1er avril 1993 à Super Écran.
La propriété de la série est passée à Disney en 2001 lorsque Disney a acquis Fox Kids Worldwide, qui comprend également Saban Entertainment. Mais la série n'est pas disponible sur Disney+,,.

## Synopsis
Sur son île, Carlos raconte aux enfants les histoires extraordinaires qu'il aurait vécues à travers le monde.

## Voix françaises
- Carlos : Carlos
- Sylvie Jacob : Mariana
- Adrien Antoine : Saitout
- Gérard Surugue : Oscar
- Évelyne Grandjean : Mamie Têtard

## Voix américaines
- Mark Camacho : Carlos
- Rick Jones : Oscar / Grandma Tadpole

## Fiche technique
- Une co-production : Saban International Paris, TF1
- avec la participation de : Canal+ et du CNC
- Écrit par : Alain Garcia, Jean Cheville
- Réalisé par : Bruno Bianchi
- Producteurs délégués : Jacqueline Tordjman, Vincent Chavlon-Demersay

- Musique originale : Haïm Saban, Shuki Levy
- Paroles originales du générique : Alain Gacia
- Assistant à la réalisation : Christophe Huthwohl
- Assistants de production : Christian Leblanc, Jang Han-Up
- Personnages et décors : Stéphane Roux, Jacky Clech, Michel Afonso, Emmanuel Veillet, Rémi Dousset, Fabrice Cravoisier, Thibault Descamps, Fréderic Serra, Cyril Darraco, John Lin
- Mis en couleur par : Emmanuelle Cazes, Sophie Barroux, Sylvain Marzo, Michel Lefebvre, Stéphane Paitreau, Philippe Traversat
- Storyboards : Jean-Luc Gage, Oumar N'Diaye, Bernard Bosques, Michel Notton, Thierry Francescano, Thibault Descamps, Eunice Alvarado, Jacky Clech, Stéphane Roux, Michel Afonso, Olivier Grabias
- Animation : Sei-Young Animation Studio
- Post-production : SOFI
- Direction de la post-production sonore : Pierre Mauranne

## Épisodes
1. Carlos et le dragon
2. Le Plus Brave d'entre tous les taureaux
3. Une baleine de légende
4. Le Mystère de la pyramide
5. Autour de la Terre avec Carlos
6. Le Toit du monde
7. Les Visiteurs de nuit
8. Le Vol vers la gloire
9. À la recherche de Mamie Tétard
10. Frère Carlos et ses joyeux lurons
11. Voyage au commencement du temps
12. Les Ailes de Carlos
13. Le Cirque Carlos
14. Carlos de Troie
15. Carlos Père-Noël
16. Carlos corsaire
17. King Kong Carlos
18. Le courrier doit passer
19. Prenez garde au compte
20. Le Grand Saut
21. Le Petit Carlos
22. Allô Carlos ?
23. Carlos du 3e type
24. Éric le maladroit
25. Le Nez le plus long
26. Élémentaire mon cher Carlos

## Création
En 1992, Haim Saban, un Américain que Carlos avait rencontré en 1970 grâce à Mike Brant, et qui créera, entre autres, les Power Rangers en 1993, contacte Carlos depuis Los Angeles afin de créer un nouveau dessin-animé dont Carlos lui-même serait le héros : Les Aventures de Carlos[réf. nécessaire].
Cette série, traitant d'écologie et de protection de la Terre, a été traduite en sept langues et diffusée sur 197 chaînes différentes[réf. nécessaire].

## Adaptation
Un jeu vidéo Les Aventures de Carlos est sorti en 1994. Il s'agit d'un jeu de plates-formes développé et édité par Microïds sur Amiga, Atari ST et DOS.